# Tiếng Huy Châu
Tiếng Huy Châu (giản thể: 徽州话; phồn thể: 徽州話; bính âm: Huīzhōu-huà) hoặc tiếng Huy (giản thể: 徽语; phồn thể: 徽語; bính âm: Huīyǔ), là một nhóm các ngôn ngữ Hán được nói ở khu vực Huy Châu, trong khoảng mười huyện miền núi miền nam An Huy, và một vài khu vực lân cận ở Chiết Giang và Giang Tây.
Mặc dù khu vực nói tiếng Huy nhỏ hơn so với các nhóm phương ngữ khác của tiếng Hán, nhưng nó có mức độ đa dạng nội tại rất cao. Gần như mọi huyện đều có phương ngữ riêng không thể thông hiểu với người nói từ huyện khác. Vì lý do này, người nói tiếng Huy thường nói song ngữ hoặc đa ngữ. Ước tính có khoảng 4,6 triệu người nói tiếng Huy Châu.

## Mối quan hệ ngoại tại
Tiếng Huy Châu ban đầu được phân loại là Quan thoại Hạ Dương Tử nhưng hiện tại nó tách riêng. Viện Hàn lâm Khoa học Xã hội Trung Quốc ủng hộ việc tách tiếng Huy Châu khỏi tiếng Quan Thoại Hạ Dương Tử năm 1987. Việc phân loại của nó vẫn chưa được đồng thuận, một số nhà ngôn ngữ học như Matisoff xếp nó vào tiếng Ngô, những người khác như Bradley (2007) phân loại nó trong tiếng Cám, và những người khác nữa đặt nó thành một nhánh chính của nhóm tiếng Hán.

## Lịch sử
Trong triều đại nhà Minh và nhà Thanh, nhiều người nói tiếng Giang Hoài đã di cư đến khu vực nói tiếng Huy.
Một số tác phẩm văn học được xuất bản tại Dương Châu, như cuốn tiểu thuyết Thanh Phong Sạp, được sáng tác bằng Quan thoại Giang Hoài. Người dân ở Dương Châu nói phương ngữ riêng, trái ngược với người di cư nói các phương ngữ khác như tiếng Huy Châu hoặc tiếng Ngô. Điều này dẫn đến sự hình thành bản sắc dựa trên phương ngữ. Thời xưa, một số lớn thương nhân từ Huy Châu sống ở Dương Châu, giúp giữ ổn định nền kinh tế nơi đây. Vào hậu kỳ thời đế quốc, những thương nhân như vậy cũng giúp hoạt động nhạc, kịch tiếng Huy phát triển.

## Phân loại nội tại
Trịnh Trương Thượng Phương chia các ngôn ngữ Huy thành năm nhóm nhỏ, ghi lại trong Trung Quốc ngữ ngôn Địa đồ chí. Các phương ngữ Huy Châu mỗi làng một khác. Người dân ở các làng khác nhau thường không thể nói chuyện với nhau.